# Estación de Labouheyre
La estación de Labouheyre es una estación ferroviaria francesa de la línea Burdeos - Irún, situada en la comuna de Labouheyre, en el departamento de Las Landas, en la región de Aquitania. Por ella circulan únicamente trenes regionales que unen Burdeos con Mont-de-Marsan y Hendaya.

## Historia
Fue inaugurada a mediados del siglo XIX por la compañía de ferrocarril de Burdeos hasta La Teste.  En 1938 las seis grandes compañías privadas que operaban la red se fusionaron en la empresa estatal SNCF. Desde 1997 la gestión de las vías corresponde a la RFF mientras que la SNCF gestiona la estación.

## Descripción
Esta estación se compone de dos andenes laterales y de dos vías. 

## Servicios ferroviarios

### Regionales
Los trenes regionales TER enlazan las siguientes ciudades:
- Línea Burdeos - Hendaya / Mont-de-Marsan.